# Salvatore Alepus
Salvatore Alessio Alepus (Morella, 1503 – dicembre 1566) è stato un arcivescovo cattolico spagnolo; resse l'arcidiocesi di Sassari e le diocesi di Ploaghe e Sorres.

## Biografia
Figlio di Gabriele e Caterina Manca-Pilo, entrambi nobili, fu educato a Valencia e ricevette a soli diciannove anni il titolo di arcivescovo di Sassari, il 29 gennaio 1524. A causa dell'età non ebbe però il titolo ufficiale fino al 1530, mentre il pallio gli fu concesso nel 1539.
Nel 1532 rimase invischiato in un processo, perché sospettato d'essere il mandante dell'omicidio di un sacerdote inviato in Sardegna dal cardinale Alessandro Cesarini.
Il 21 febbraio 1534 ed il 13 febbraio 1535 sono stati celebrati i sinodi sotto la presidenza («de mandato»  di Alepus) del vicario generale Giovanni Serra.
Il 6 luglio di quell'anno, la madre Caterina in qualità di procuratrice del figlio, provvide a nominare Geraldo Manca, un suo congiunto, come nuovo vicario generale dell'archidiocesi.  
Nel 1537 i dissapori, già iniziati nel 1532, tra lui e i suoi Capitoli sfociarono nell'arresto della madre, ritenuto dal viceré «cosa muy grave y de mucha novedad» .
La riluttanza del clero locale verso il giovane presule nacque forse anche dal fatto che questi si circondò subito di una vera e propria corte di letterati, giuristi e artisti a cui affidò anche incarichi di un certo rilievo, ma che non erano all'interno dei Capitoli. Tra i protagonisti della rinascita promossa dall'Arcivescovo è da annoverare senz'altro Gavino Sambigucci, medico, filosofo e poeta che fu il punto di riferimento per ben due generazioni di umanisti tra Sassari, Alghero e Bosa, creando quello che Ginevra Zanetti definì il Parnaso sassarese.
Di questa koinè fecero parte, a vario titolo, Angelo Simone Figo, Gavino Sugner, Gavino Sassurello, Gerolamo Araolla, Pietro Delitala e Girolamo Vidini, poeti, Antonio Lo Frasso, scrittore e poeta, Pier Michele Giagaraccio, letterato, giurista, docente e poeta, Giovanni Francesco Fara, storico e giurista, Geronimo Olives, giurista e Alessio Fontana, giurista e segretario di Carlo V.

## La partecipazione al Concilio di Trento
Dal 1546 iniziò a partecipare al concilio di Trento, che lasciò solo nell'autunno del 1552.
Nel periodo sotto Paolo III (1545-49) partecipò attivamente ai lavori consiliari, intervenendo ripetutamente nelle discussioni dogmatiche e di riforma.
Intanto, durante la sua assenza, nella sua diocesi si manifestarono opposizioni crescenti contro l'operato dei suoi vicari, per via di lotte politiche locali e per l'insofferenza per i primi tentativi di restaurazione religiosa.
Il conflitto tra Capitoli ed Arcivescovo durò per tutto il suo lungo episcopato, sfociando, tra l'altro, in una formale causa intentata del Capitolo Turritano contro il presule il 18 novembre 1550, quando da Trento annesse le prebende di Bessude e Cossoine al canonicato di Sorres elevandolo a decanato e assegnandolo "a un suo familiare". Per tutta risposta il pontefice, dopo aver confermato la decisione di Alepus, scomunicò l'intero Capitolo.
I conflitti, inoltre, riguardavano anche questioni amministrative che fino a quell'epoca erano di stretta competenza canonicale, ma che il presule affidò ad un esterno, Bernardino Mancone, il quale provvedeva non solo a rendicontare, ma anche a rimborsare i membri del capitolo. Nonostante i conflitti, il Capitolo, dopo la morte della madre nel 1551, ricompensò Alepus con 1100 fiorini d'oro "in sussidio de grandes despensas ch'at suffertu in sa residentia ch'at fattu in su conziliu tridentinu".
A lui il filosofo Gavino Sambigucci dedicò la sua opera scritta in occasione della riapertura dell'Accademia Bocchiana di Bologna nel 1556. Fu prelato di grande autorità e importanza soprattutto in seno al Concilio di Trento, del quale fu decano e dove promosse importanti riforme della Chiesa. Morì dopo aver governato la diocesi Turritana per ben 44 anni.

## Attività editoriali
Fu grande teologo al Concilio di Trento, liturgista e anche poeta. Nel 1532 pubblicò presso l'editore Valerio Dorico una Homilia in Libellum certaminis beatorum martyrum Gavini, Proti et Ianuari, che rientrava nell'orbita dei poemi agiografici relativi ai santi martiri turritani la cui tradizione iniziò con Sa Vitta et sa Morte, et Passione de sanctu Gavinu, Prothu et Januariu, un poemetto in lingua sarda tradizionalmente attribuito all'arcivescovo di Sassari Antonio Cano (1448-1476), che rimase inedito fino al 1557, quando venne pubblicato dallo stesso Alepus, che nel frattempo aveva fatto stampare anche un Libellum doctrinae christianae idiomate sardo ed un Novum officium beati Gavini per sostituire l'antico ufficio proprio dei patroni della sua arcidiocesi (stampato e pubblicato a Venezia nel 1497). 
Salvatore Alepus nel 1562 aveva lasciato un cospicuo fondo di libri al Collegio di Sassari.